# The Vanguard Group
Венгард Груп (англ. The Vanguard Group) — приватна інвестиційна компанія, яка була заснована 1 травня 1975 року і базується в Малверні, штат Пенсильванія, з глобальними активами в управлінні близько $9,3 трлн станом на травень 2024 року. Це найбільший постачальник взаємних фондів і другий за величиною постачальник біржових фондів (ETF) у світі після BlackRock's iShares. Окрім взаємних фондів та ETF, Vanguard пропонує брокерські послуги, послуги освітніх рахунків, фінансове планування, управління активами та трастові послуги. Кілька взаємних фондів під управлінням Vanguard займають перші місця в списку американських взаємних фондів за обсягом активів в управлінні. Наряду з BlackRock та State Street, Vanguard вважається однією з «великої трійки» компаній з управління індексними фондами, які відіграють домінуючу роль у корпоративному секторі США.
Засновнику та колишньому голові Фонду Джону Боглу приписують створення першого індексного фонду, доступного для індивідуальних інвесторів, а також те, що він був прихильником і головним ініціатором дешевих інвестицій для приватних осіб, хоча Рексу Сінквефілду також приписують створення першого індексного фонду, відкритого для громадськості, за кілька років до Богла.
Vanguard перебуває у власності фондів, якими керує компанія, а отже, є власністю її клієнтів. Vanguard пропонує два класи більшості своїх фондів: акції інвесторів та адміральські акції. Адміральські акції мають дещо нижчий коефіцієнт витрат, але вимагають більшої мінімальної інвестиції, часто від $3,000 до $100,000 на фонд. Корпоративна штаб-квартира Vanguard знаходиться в Малверні, передмісті Філадельфії. Компанія має сателітні офіси в Шарлотті (Північна Кароліна), Далласі (Техас), Вашингтон (округ Колумбія), і Скоттсдейлі (Арізона), а також в Канаді, Австралії, Азії та Європі.
Заснована в 1975 Джоном Боглом, компанія об'єднує в собі близько 370 фондів з них 180 американських і 190 зарубіжних фондів, і нею володіють інвестори цих фондів. Загальна кількість інвесторів на 31 грудня 2016 склала близько 20 млн.
Компанія управляє індивідуальними пенсійними рахунками, ощадними рахунками на навчання, різними видами фінансової ренти і надає консультаційні послуги своїм клієнтам.
Розмір активів під управлінням — $ 4,4 трлн на 30 червня 2017. На 16 жовтня 2018 активи зросли до $5,8 трлн.
The Vanguard Group займає 2-е місце (після BlackRock) серед 500 найбільших інвестиційних компаній світу на 2015 рік ($ 3,398 трлн).

## Історія

### Становлення
У 1951 році для своєї бакалаврської роботи в Прінстонському університеті Джон Богл провів дослідження, в якому виявив, що більшість взаємних фондів не заробляють більше грошей порівняно з індексами фондового ринку. Навіть якщо акції фондів перевершували базовий індекс, плата за управління знижувала прибутковість інвесторів нижче, ніж прибутковість базового індексу.
Одразу після закінчення Прінстонського університету в 1951 році Богл працював у Wellington Management Company. В 1966 році він домігся злиття з групою з управління фондами в Бостоні. В 1967 році він став президентом компанії, а в 1970 році — генеральним директором. Однак злиття закінчилося невдало, і тому Богл був звільнений в 1974 році.
Богл домовився про створення нового підрозділу фонду у Веллінгтоні. Він назвав його « Vanguard», на честь флагманського корабля Гораціо Нельсона в битві при Нілі, HMS Vanguard. Богл обрав цю назву після того, як дилер антикварних гравюр залишив йому книгу про морські досягнення Великої Британії, в якій був зображений HMS Vanguard.

### Зростання компанії
Керівництво Wellington заборонило фонду надавати консультаційні послуги або послуги з управління фондами. Богл побачив у цьому можливість створити пасивний фонд, прив'язаний до показників S&P 500, який був заснований у 1957 році. Богла також надихнув Пол Семюельсон, економіст, який згодом отримав Нобелівську премію з економіки, який написав у серпні 1976 року в колонці в Newsweek, що роздрібні інвестори потребують можливості інвестувати в такі фондові індекси, як S&P 500.
У 1976 році, отримавши схвалення від ради директорів Wellington, Богл заснував Перший індексний інвестиційний траст (зараз він називається Vanguard 500 Index Fund). Це був один з перших індексних фондів пасивного інвестування, якому кількома роками раніше передували кілька інших (наприклад, Batterymarch Financial Management Джеремі Грентема в Бостоні, а також індексні фонди, керовані Рексом Сінквефілдом в American National Bank в Чикаго та Джоном Маккуоуном в офісі Wells Fargo в Сан-Франциско).
Теорія Богла була простою: жоден фондовий менеджер не міг перевершити загальний ринок у довгостроковій перспективі, тож чому б не інвестувати в сам ринок? Це може здаватися очевидним зараз, але його перший індексний фонд Vanguard 500 майже не отримав розвитку, залучивши у 1976 році лише $11 млн замість очікуваних $150 млн. Банки, які керували розміщенням, пропонували Боглу закрити фонд через низький попит, але він відмовився. На той час у Vanguard було лише троє співробітників: Богл і два аналітики. Зростання активів було повільним, оскільки фонд не виплачував комісійні брокерам, що було незвичним на той час. Через рік активи фонду зросли лише до 17 мільйонів доларів, і лише до 1979 року Богл зміг зібрати достатньо коштів, щоб інвестувати в усі 500 акцій. Це стало можливим завдяки злиттю одного з фондів Wellington, який адміністрував Vanguard, з індексним фондом, що підняло активи до майже $100 млн.
Зростання активів прискорилося після початку бичачого ринку в 1982 році, і модель індексних фондів стала популярнішою серед інших компаній. Однак ці фонди-копії не мали успіху, оскільки зазвичай стягували вищі комісії, що суперечило суті індексних фондів. У листопаді 1984 року Vanguard запустила фонд Vanguard Primecap у співпраці з Primecap. У грудні 1986 року Vanguard запустила свій другий взаємний фонд — облігаційний індексний фонд під назвою Total Bond Fund, який став першим облігаційним індексним фондом, доступним для індивідуальних інвесторів. Однією з ранніх критик перших індексних фондів було те, що вони відображали лише індекс S&P 500. У грудні 1987 року Vanguard запустила свій третій фонд — Vanguard Extended Market Index Fund, який відображав індекс усього ринку акцій, за винятком S&P 500. Протягом наступних п'яти років були запущені інші фонди, включаючи фонд індексу малих компаній, міжнародний фонд індексу акцій та фонд індексу всього фондового ринку. Протягом 1990-х років декілька фондів Vanguard, зокрема індексний фонд S&P 500 та фонд індексу всього ринку акцій, стали одними з найбільших у світі, а сама компанія Vanguard стала найбільшою у світі компанією з управління взаємними фондами.

### Останні роки
Богл пішов у відставку з посади голови Vanguard у 1999 році, коли досяг обов'язкового пенсійного віку в 70 років, і його наступником став Джон Бреннан. У лютому 2008 року Вільям Макнаб став президентом компанії, а в серпні того ж року — генеральним директором. Обидва наступники Богла розширили пропозиції Vanguard за межі індексних взаємних фондів, якім надавав перевагу Богл, зокрема впровадивши біржові фонди (ETFs) та активно керовані фонди. Однак деякі з активно керованих фондів Vanguard були створені ще до відставки Богла (наприклад, фонд акцій охорони здоров'я, започаткований у 1984 році). Богл скептично ставився до ETF, оскільки вони торгувалися протягом дня, як окремі акції, тоді як взаємні фонди торгуються за єдиною ціною наприкінці дня. Він вважав, що інвестори, які дотримуються стратегії «купуй і тримай», могли б успішно використовувати ETF, що відстежують широкі індекси, але стурбований тим, що ETF можуть мати вищі комісії через різницю між ціною купівлі та продажу, бути занадто вузько спеціалізованими, і що торгівля протягом дня може знизити прибутковість інвесторів.
У травні 2017 року Vanguard запустила платформу для фондів у Великій Британії.
У липні 2017 року було оголошено, що Макнаб буде замінений на посаді генерального директора головним інвестиційним директором Мортімером Баклі, починаючи з 1 січня 2018 року. Макнаб залишився в компанії як голова правління.
У 2020 році Vanguard запустила цифрового радника і почала створювати інвестиційну команду в Китаї. Однак у жовтні 2020 року компанія повернула приблизно $21 млрд активів, якими вона керувала для державних клієнтів у Китаї, через побоювання щодо персоналу та прибутковості. У відповідь на інвестиції в Китай група Coalition for a Prosperous America критикувала Vanguard за «те, що компанія стає каналом, через який американські інвестиції спрямовуються в китайські військові компанії та корпорації, що підпали під санкції за порушення прав людини», як повідомило видання Financial Times.
У лютому 2021 року Vanguard запустила програму дроблення акцій для своїх біржових фондів (ETF), що дозволяє інвесторам інвестувати від $1. Дроблення акцій є різновидом мікроінвестування — стратегії, спрямованої на те, щоб зробити інвестування регулярним, доступним і вигідним, особливо для тих, хто не має великих коштів для інвестування або лише починає інвестувати.
Компанія The Vanguard Group стала об'єктом теорій змови, включаючи хибну теорію змови про те, що вона була частиною плану, який організував пандемію COVID-19. Деякі теорії змови щодо Vanguard також мали антисемітський характер, наприклад, хибне твердження, що генеральний директор Vanguard Мортімер Баклі, який має ірландсько-католицьке походження, є євреєм і є частиною єврейської змови, відповідальної за COVID.
У листопаді 2022 року Vanguard запустила свій пенсійний фонд в Австралії під назвою Vanguard Super.
14 травня 2024 року Vanguard оголосила про призначення Саліма Рамджі, ветерана компанії BlackRock Inc., своїм новим генеральним директором, який замінив Тіма Баклі. Рамджі, перший керівник, призначений ззовні компанії, вступив на посаду 8 липня 2024 року.

### Україна
Vanguard є одним із п'яти найбільших акціонерів Kernel Holding, агробізнесу, що є найбільшим виробником і експортером зернових в Україні. У відповідь на війну в Україні Vanguard надає пожертви на гуманітарну допомогу та впроваджує санкційні політики проти Росії.